# کورتنی تامپسون

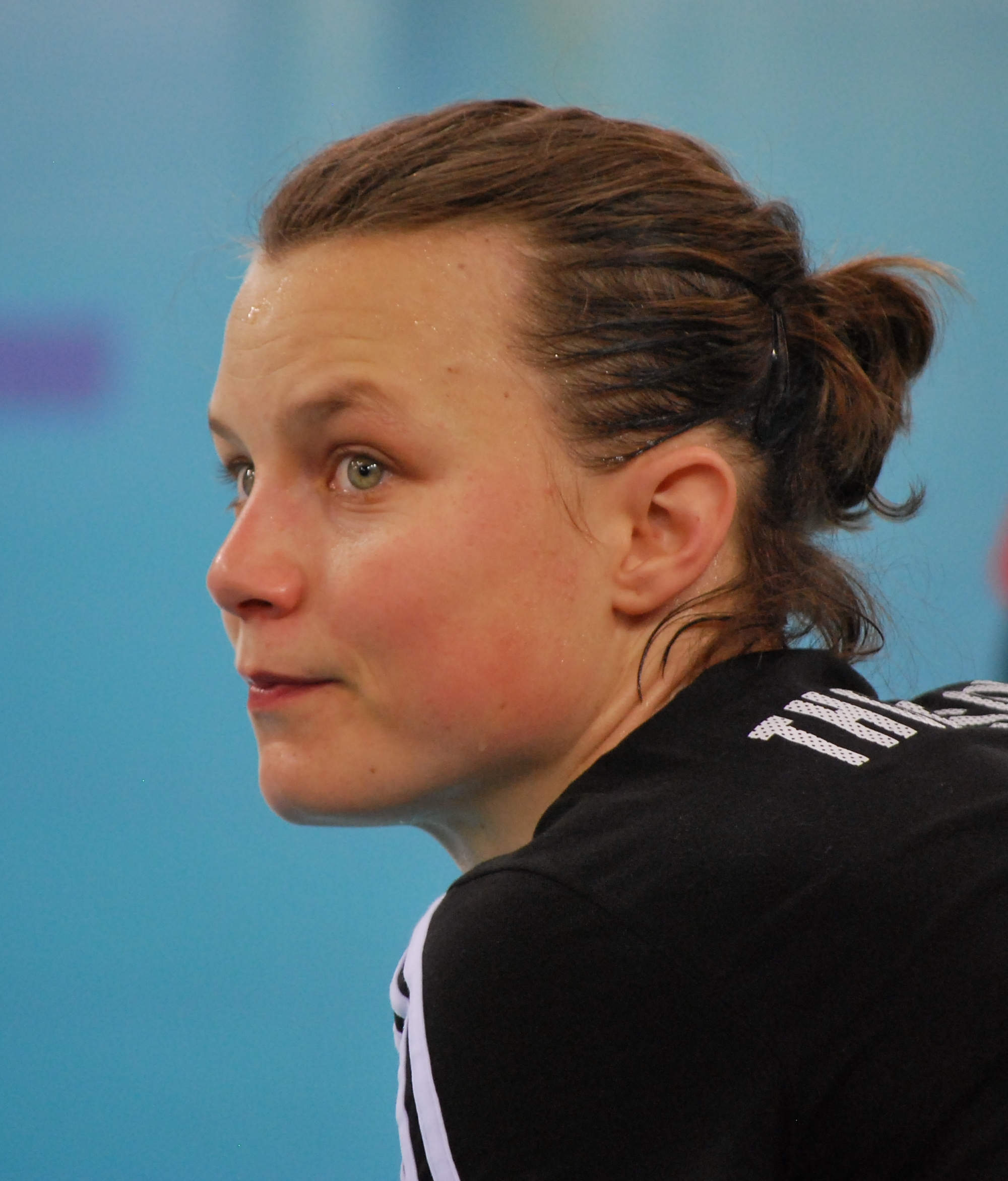
کورتنی تامپسون

کورتنی لین تامپسون (به انگلیسی: Courtney Lynn Thompson) (زاده ۴ نوامبر ۱۹۸۴ در بلویو، واشینگتن) بازیکن تیم ملی والیبال زنان ایالات متحده آمریکا است. او به همراه تیم ملی آمریکا تنوانست مدال نقره المپیک ۲۰۱۲ لندن را به دست‌آورد.